# Конні Мак IV
Корнеліус Александр Макгіллікадді IV (англ. Cornelius Harvey McGillicuddy IV; нар. 12 серпня 1967, Форт-Маєрс, Флорида) — американський політик-республіканець, представляв 14-й округ штату Флорида у Палаті представників США з 2005 по 2013.
У 1993 році він отримав ступінь бакалавра в Університеті Флориди. У нього двоє дітей від першого шлюбу, він удруге одружився у 2007 на конгресвумен Мері Боно (розлучився у 2013). Він є сином колишнього сенатора Конні Мака III, а бейсбольний менеджер Конні Макк — його прадід. Член Палати представників Флориди з 2001 по 2003.
Був кандидатом у сенатори США у 2012, однак програв демократу Біллу Нельсону.